# Новоспасское (Матвеевский район)
Новоспа́сское — село в Матвеевском районе Оренбургской области. Административный центр Новоспасского сельсовета.

## География
Село находится на расстоянии примерно 10 км к юго-востоку от села Матвеевка, административного центра района.

### Часовой пояс
Село Новоспасское, как и вся Оренбургская область, находится в часовой зоне МСК+2. Смещение применяемого времени относительно UTC составляет +5:00.

## Население
| 2010 |
| ---- |
| 235  |

### Национальный состав
Согласно результатам переписи 2002 года, в национальной структуре населения русские составляли 89 % из 356 чел.